# Hermine Spies
Hermine Spies (Löhnberg (Districte de Limburg-Weilburg), 25 de febrer, 1857 - Wiesbaden (Hessen), 26 de febrer, 1893), va ser una cantant d'òpera i concerts alemanya.

## Biografia
Hermine Spies va ser considerada una de les principals contralts de finals del segle XIX i una intèrpret excepcional de les obres de Johannes Brahms, a qui va conèixer personalment. Spies va entaular una estreta amistat amb Brahms molt més gran que ella a finals de la dècada de 1870, i va compondre diverses cançons per a ella i la va acompanyar al piano en recitals, inclòs el seu Fünf Lieder, op. 105. Sovint es pensa que Brahms estava enamorat de la jove cantant.
Nascuda a prop de Löhnberg, Spies es va traslladar amb la seva família a Wiesbaden el 1879. Va prendre classes amb el professor de veu Julius Stockhausen al Dr. Conservatori Hoch de Frankfurt del Main i va debutar a l'escenari el 1880 a Mannheim. El 1892 es va casar amb un jutge anomenat Walter Hardtmuth. Tot i que estava a l'altura de la seva carrera, va decidir retirar-se a la vida privada. Va morir als 36 anys mentre estava embarassada.
Un carrer va rebre el seu nom el 1958 a Wiesbaden.